# Raoul Vázquez
Raoul Vázquez García (Montgat, 19 marzo 1997) è un cantautore e musicista spagnolo.
Ha iniziato a guadagnare notorietà alla fine del 2016 con la sua partecipazione nella quarta edizione di La Voz, versione spagnola di The Voice. Anche se il suo salto alla fama arrivò un anno più tardi, alla fine del 2017, partecipando alla nona stagione di Operación Triunfo. A dicembre del 2018 collabora accanto a Belén Aguilera nel suo primo featuring Tus monstruos. Successivamente, a giugno 2019, lancia il suo primo singolo Estaré ahí.

## Biografia
Raoul nasce a Montgat nella provincia di Barcellona; è il secondogenito di Susana García e Manuel Vázquez, carpentiere di professione. Suo fratello maggiore è Álvaro Vázquez, calciatore che ha giocato in squadre quali il Real Zaragoza o il RCD Español.
A causa della professione di suo fratello, Raoul si dovette trasferire quando aveva 14 anni a Madrid e due anni più tardi a Swansea. Originalmente il suo nome era Raúl, ma mentre era in Galles cambiò il suo nome in Raoul.
Malgrado abbia sempre voluto essere un cantante, non ha mai provato finché una professoressa lo motivò a prendere lezioni di canto, interpretazione e a presentarsi ai casting; infine intraprese questo cammino iniziando la sua formazione in tecnica vocale che continuerà tornando in Spagna.

## Carriera musicale

### 2016: Inizi e La Voz
Per farsi conoscere mentre migliorava le sue abilità, Raoul cominciò a pubblicare su Instagram video cover di canzoni mentre lavorava come cameriere. Ad ottobre si presenta alle "Blind Auditions" del talent show La Voz che emetteva Telecinco, interpretando 'Jar Of Hearts' di Christina Perri. Nella fase delle "Battles" si fronteggiò contro un suo compagno di squadra, Job Navarrete interpretando la canzone 'Impossible' di James Arthur, riuscendolo ad eliminare per rimanere nel programma. Raoul verrà eliminato alle porte dei quarti di finale con la sua interpretazione di 'I'm Not The Only One' di Sam Smith. Dopo la sua eliminazione, Melendi, il suo coach nel programma, sollecitò la Universal Music a concedere un contratto a Raoul per aiutarlo a lanciare il suo primo lavoro sul mercato.

### 2017: Operación Triunfo
Nella primavera del 2017, mentre lavorava in un hotel di Ibiza come facchino e cantante, si presentò ai casting di Operación Triunfo, programma che tornava su TVE dopo sei anni senza emissione. Ad ottobre è stato selezionato per entrare nell'accademia sostenendo in live, durante la prima gala dell'edizione, Catch and Release di Matt Simons. Questa nuova edizione dello show si convertirà rapidamente in un fenomeno mediatico non solo in Spagna, sennonché in vari paesi dell'America Latina che darebbero, tanto a Raoul come ai suoi compagni, un grande riconoscimento e numero di fan. Durante l'edizione, le sue versioni di Million Reasons di Lady Gaga e Every Breath You Take dei The Police hanno ricevuto molte buone critiche da parte del pubblico, dalla giuria e dai professori. Infine Raoul sarà il settimo ad essere eliminato dallo show con un 46% dei voti per salvarlo, rispetto al 54% del suo compagno Cepeda .
Una volta finito il concorso, i sedici partecipanti dell'edizione iniziarono un tour di venticinque concerti in tutta Spagna, tra il febbraio e il dicembre 2018, in luoghi emblematici come lo Stadio Santiago Bernabéu, davanti a 60.000 persone, o tre volte nel Palau Sant Jordi, davanti a un totale di 51.000 persone. Durante i concerti il catalano ha interpretato canzoni corali insieme agli altri ragazzi del concorso, 'Million Reasons' in solitario e 'Manos Vacías' di Miguel Bosé in duetto con il suo compagno Agoney, una canzone che entrambi hanno convertito in un riferimento alla lotta contro l'omofobia.

### 2018-2019: Inizio carriera in solitario
Dopo il suo passaggio per Operación Triunfo, firma con l'Universal Music per lanciare la sua carriera come cantante. Durante la prima metà del 2018, Raoul lavora insieme a tre compagni di edizione - Mimi Doblas, Nerea Rodríguez e Agoney Hernández - alla formazione di un gruppo musicale sotto il nome di "Delta", progetto che si scartò e finalmente ognuno intraprese il suo cammino in solitario .
Nell'ottobre del 2018 partecipa al festival Coca-Cola Music Experience, realizzato nel WiZink Center di Madrid, dove inaugura una versione previa del suo primo singolo Estaré Ahí davanti 15.000 persone.
Oltretutto, durante quello stesso mese, viene ingaggiato da Javier Calvo e Javier Ambrossi per il musical La Llamada, rappresentato nel Teatro Lara, dove interpreta il personaggio di Dios dall'ottobre del 2018.
A dicembre 2018 lancia Tus Monstruos insieme alla sua amica Belén Aguilera, una canzone composta da lei stessa che già aveva lanciato in solitario nell'autunno di quello stesso anno.
A giugno 2019 lancia Estaré Ahí il suo primo singolo, il quale riceve una grande accoglienza da parte della critica e del pubblico. Una ballata, della quale è interprete, compositore e coproduttore, basata su esperienze personali dell'artista. Il videoclip ha conseguito più di 300.000 riproduzioni su YouTube ad un giorno dal lancio e il singolo è arrivato ad essere primo in classifica su tutte le piattaforme di vendita digitale in Spagna.

## Discografia
| Anno | Titolo          | Tipo      |
| ---- | --------------- | --------- |
| 2018 | Tus Monstruos   | Duetto    |
| 2018 | El mundo entero | In Gruppo |
| 2019 | Por Ti          | Duetto    |
| 2019 | Estaré Ahí      | Singolo   |

## Filmografia
Nel 2016 Raoul partecipa in "Jóvenes sin libertad", un corto basato su fatti reali e che tratta l'aggressione scolastica che soffre un giovane transexual. Raoul interpreta Héctor..
Nel 2018, ha registrato insieme a quattro dei suoi compagni di Operación Triunfo (Aitana Ocaña, Ana Guerra, Mimi Doblas e Agoney Hernández) e il rapper canario Maikel Delacalle, l'annuncio di Coca-Cola per televisione "El Mundo Entero".
Nel 2019, debutta il film di animazione francese "Terra Willy: Planeta desconocido" dove doppia il personaggio di Buck, uno dei protagonisti del film, in castigliano e in catalano.
| Titolo                               | Anno |
| ------------------------------------ | ---- |
| Jóvenes sin libertad (attore)        | 2016 |
| El Mundo Entero (annuncio Coca-Cola) | 2018 |
| Terra Willy (attore di doppiaggio)   | 2019 |